# 吕登沙伊德
吕登沙伊德（德語：Lüdenscheid，發音：[ˈly:dn̩ʃaɪt] ⓘ）是德国北莱茵-威斯特法伦州阿恩斯贝格行政区马克县的城市，也是马克县的县治，面积87.02平方千米，2023年12月31日人口为71,463人。